# عقد 700 هـ
عقد 700 هـ هو الفترة بين عام 700 إلى 709 في التقويم الهجري، أي العشر سنوات الأولى من القرن الثامن الهجري.